# Селия Крус
Селия Крус (на испански: Celia Cruz, родена У̀рсула Илария Селия де ла Каридад Крус Алфонсо на 21 октомври 1925, починала на 16 юли 2003) е кубино-американска салса певица.
Тя е сред най-успешните салса изпълнители на XX век. Известна е като Кралица на салсата.
Прекарва по-голямата част от кариерата си живеейки в щата Ню Джърси, САЩ и работейки в Съединените щати и няколко латиноамерикански държави.

## Награди „Грами“
| Грами        |                                        |                                             |
| 1990         | Най-добро тропическо изпълнение        | Ritmo En El Corazon (Ритъм в сърцето)       |
| 2003         | Най-добър салса албум                  | La Negra Tiene Tumbao (Негърката има ритъм) |
| 2003         | Най-добър салса/меренге албум          | Regalo Del Alma (Подарък от душата)         |
| Латино Грами |                                        |                                             |
| 2000         | Най-добро салса изпълнение             | Celia Cruz and Friends: A Night Of Salsa    |
| 2001         | Най-добър тропически традиционен албум | Siempre Viviré (Ще оцелея)                  |
| 2002         | Най-добър салса албум                  | La Negra Tiene Tumbao                       |
| 2004         | Най-добър салса албум                  | Regalo Del Alma                             |

## Дискография
- 2003 Homenaje a Beny Moré
- 2003 Celia & Johnny
- 2003 Dios Disfrute a la Reina
- 2003 Son Boleros, Boleros Son
- 2003 Reina de la Música Cubana
- 2003 Regalo del Alma
- 2003 Más Grande Historia Jamás Cantada
- 2003 Estrellas de la Sonora Matancera
- 2003 Celia in the House: Classic Hits Remixed
- 2003 Carnaval de la Vida
- 2003 Candela Pura
- 2002 Unrepeatable
- 2002 Hits Mix
- 2001 La Negra Tiene Tumbao
- 2000 Siempre Viviré
- 2000 Salsa
- 2000 Habanera
- 2000 Celia Cruz and Friends: A Night of Salsa
- 1999 En Vivo Radio Progreso, Vol. 3
- 1999 En Vivo Radio Progreso, Vol. 2
- 1999 En Vivo Radio Progreso, Vol. 1
- 1999 En Vivo C.M.Q., Vol. 5
- 1999 En Vivo C.M.Q., Vol. 4
- 1998 Mi Vida Es Cantar
- 1998 Afro-Cubana
- 1997 También Boleros
- 1997 Duets
- 1997 Cambiando Ritmos
- 1996 Celia Cruz Delta
- 1995 Irresistible
- 1995 Festejando Navidad
- 1995 Double Dynamite
- 1995 Cuba's Queen of Rhythm
- 1994 Merengue Saludos Amigos
- 1994 Mambo del Amor
- 1994 Irrepetible
- 1994 Homenaje a Los Santos
- 1994 Guaracheras de La Guaracha
- 1993 Introducing
- 1993 Homenaje a Beny Moré, Vol. 3
- 1993 Boleros Polydor
- 1993 Azucar Negra
- 1992 Verdadera Historia
- 1992 Tributo a Ismael Rivera
- 1991 Reina del Ritmo Cubano
- 1991 Canta Celia Cruz
- 1990 Guarachera del Mundo
- 1988 Ritmo en el Corazón
- 1987 Winners
- 1986 De Nuevo
- 1986 Candela
- 1983 Tremendo Trío
- 1982 Feliz Encuentro
- 1981 Celia & Willie
- 1980 Celia/Johnny/Pete
- 1977 Only They Could Have Made This Album
- 1976 Recordando El Ayer
- 1975 Tremendo Caché
- 1974 Celia & Johnny
- 1971 Celia Y Tito Puente en España
- 1970 Etc. Etc. Etc.
- 1969 Quimbo Quimbumbia
- 1968 Serenata Guajira
- 1968 Excitante
- 1967 A Ti México
- 1967 Bravo Celia Cruz
- 1966 Son con Guaguancó
- 1966 Cuba Y Puerto Rico Son
- 1965 Sabor y Ritmo de Pueblos
- 1965 Canciones Premiadas
- 1959 Mi Diario Musical
- 1958 Incomparable Celia